# Ockrastrimmig myrpitta
Ockrastrimmig myrpitta (Grallaria dignissima) är en fågel i familjen myrpittor inom ordningen tättingar.

## Utbredning och systematik
Fågeln förekommer från västra Putumayo i sydöstra Colombia till östra Ecuador och nordöstra Peru. Den behandlas som monotypisk, det vill säga att den inte delas in i några underarter.

## Status
IUCN kategoriserar arten som livskraftig.